# Billy Opel
Billy Opel, eg. Karl Erik Morell, född  15 april 1983 i Mora, är en svensk sångare, musiker och kompositör som spelat in material på moramål.
Morell började i tidig ålder att göra egen musik med en personlig, humoristisk stil och inspiration från äldre tiders vistradition. Några av Morells tidigaste låtar laddades upp på internet av hans bekanta under artistnamnet Mora Nisse. Bland annat låten "Volvo 142". Han har utöver den egna produktionen även samarbetat med Larz-Kristerz både som låtskrivare och på scen.. 
Han medverkade i TV-programmet Halv åtta hos mig 2012 och i Moraeus med mera 2016.

## Diskografi (album)
- 2004 – Kalasä i Långlet
- 2005 – Wir dånda wirn
- 2007 – I å Elvis
- 2008 – Billy Opel Trio
- 2010 – Inspiration
- 2014 – På fri fot
- 2016 - Gammalt groll (Vol1 - en återblick)
- 2016 - Agneta, bland annat
- 2019 - Ditt & Datt
- 2021 - Februari, tjugohundratjugoett